# Lijst van ATP Tour enkelspelwinnaars grote toernooien
Grandslamtoernooien, de ATP Finals, de Masters series en de Olympische Spelen worden beschouwd als de vier belangrijkste toernooicategorieën in het mannentennis sinds de introductie van de ATP Tour in 1990.
Onderstaand is een tabel van de de winnaars in het mannenenkelspel van deze "grote" toernooien. De tabel laat zien welke spelers vanaf 1990 dominant waren in de verschillende jaren en toernooien.
Elke cel heeft een asterisk (*) link naar het toernooi van dat jaar.
| Jaar | Grandslamtoernooien | Grandslamtoernooien | Grandslamtoernooien | Grandslamtoernooien | ATP Finals  | Masters 1000 Series | Masters 1000 Series | Masters 1000 Series | Masters 1000 Series | Masters 1000 Series | Masters 1000 Series | Masters 1000 Series | Masters 1000 Series | Masters 1000 Series | Olympische Spelen |
| Jaar | AO                  | RG                  | Wim                 | US                  | Masters Cup | IW                  | MI                  | MC                  | MA/HA               | RO                  | CA                  | CI                  | SH/MA               | PA                  | OS                |
| ---- | ------------------- | ------------------- | ------------------- | ------------------- | ----------- | ------------------- | ------------------- | ------------------- | ------------------- | ------------------- | ------------------- | ------------------- | ------------------- | ------------------- | ----------------- |
| 1990 | Lendl*              | Gómez*              | Edberg*             | Sampras*            | Agassi*     | Edberg*             | Agassi*             | Tsjesnokov*         | Aguilera*           | Muster*             | Chang*              | Edberg*             | Becker*             | Edberg*             | g.t.              |
| 1991 | Becker*             | Courier*            | Stich*              | Edberg*             | Sampras*    | Courier*            | Courier*            | Bruguera*           | Nováček*            | Sánchez*            | Tsjesnokov*         | Forget*             | Becker*             | Forget*             | g.t.              |
| 1992 | Courier*            | Courier*            | Agassi*             | Edberg*             | Becker*     | Chang*              | Chang*              | Muster*             | Edberg*             | Courier*            | Agassi*             | Sampras*            | Ivanišević*         | Becker*             | Rosset*           |
| 1993 | Courier*            | Bruguera*           | Sampras*            | Sampras*            | Stich*      | Courier*            | Sampras*            | Bruguera*           | Stich*              | Courier*            | Pernfors*           | Chang*              | Stich*              | Ivanišević*         | g.t.              |
| 1994 | Sampras*            | Bruguera*           | Sampras*            | Agassi*             | Sampras*    | Sampras*            | Sampras*            | Medvedev*           | Medvedev*           | Sampras*            | Agassi*             | Chang*              | Becker*             | Agassi*             | g.t.              |
| 1995 | Agassi*             | Muster*             | Sampras*            | Sampras*            | Becker*     | Sampras*            | Agassi*             | Muster*             | Medvedev*           | Muster*             | Agassi*             | Agassi*             | Muster*             | Sampras*            | g.t.              |
| 1996 | Becker*             | Kafelnikov*         | Krajicek*           | Sampras*            | Sampras*    | Chang*              | Agassi*             | Muster*             | Carretero*          | Muster*             | Ferreira*           | Agassi*             | Becker*             | Enqvist*            | Agassi*           |
| 1997 | Sampras*            | Kuerten*            | Sampras*            | Rafter*             | Sampras*    | Chang*              | Muster*             | Ríos*               | Medvedev*           | Corretja*           | Woodruff*           | Sampras*            | Korda*              | Sampras*            | g.t.              |
| 1998 | Korda*              | Moyá*               | Sampras*            | Rafter*             | Corretja*   | Ríos*               | Ríos*               | Moyá*               | Costa*              | Ríos*               | Rafter*             | Rafter*             | Krajicek*           | Rusedski*           | g.t.              |
| 1999 | Kafelnikov*         | Agassi*             | Sampras*            | Agassi*             | Sampras*    | Philippoussis*      | Krajicek*           | Kuerten*            | Ríos*               | Kuerten*            | Johansson*          | Sampras*            | Enqvist*            | Agassi*             | g.t.              |
|      |                     |                     |                     |                     |             |                     |                     |                     |                     |                     |                     |                     |                     |                     |                   |
| 2000 | Agassi*             | Kuerten*            | Sampras*            | Safin*              | Kuerten*    | Corretja*           | Sampras*            | Pioline*            | Kuerten*            | Norman*             | Safin*              | Enqvist*            | Ferreira*           | Safin*              | Kafelnikov*       |
| 2001 | Agassi*             | Kuerten*            | Ivanišević*         | Hewitt*             | Hewitt*     | Agassi*             | Agassi*             | Kuerten*            | Portas*             | Ferrero*            | Pavel*              | Kuerten*            | Haas*               | Grosjean*           | g.t.              |
| 2002 | Johansson*          | Costa*              | Hewitt*             | Sampras*            | Hewitt*     | Hewitt*             | Agassi*             | Ferrero*            | Federer*            | Agassi*             | Cañas*              | Moyá*               | Agassi*             | Safin*              | g.t.              |
| 2003 | Agassi*             | Ferrero*            | Federer*            | Roddick*            | Federer*    | Hewitt*             | Agassi*             | Ferrero*            | Coria*              | Mantilla*           | Roddick*            | Roddick*            | Ferrero*            | Henman*             | g.t.              |
| 2004 | Federer*            | Gaudio*             | Federer*            | Federer*            | Federer*    | Federer*            | Roddick*            | Coria*              | Federer*            | Moyá*               | Federer*            | Agassi*             | Safin*              | Safin*              | Massú*            |
| 2005 | Safin*              | Nadal*              | Federer*            | Federer*            | Nalbandian* | Federer*            | Federer*            | Nadal*              | Federer*            | Nadal*              | Nadal*              | Federer*            | Nadal*              | Berdych*            | g.t.              |
| 2006 | Federer*            | Nadal*              | Federer*            | Federer*            | Federer*    | Federer*            | Federer*            | Nadal*              | Robredo*            | Nadal*              | Federer*            | Roddick*            | Federer*            | Davydenko*          | g.t.              |
| 2007 | Federer*            | Nadal*              | Federer*            | Federer*            | Federer*    | Nadal*              | Djokovic*           | Nadal*              | Federer*            | Nadal*              | Djokovic*           | Federer*            | Nalbandian*         | Nalbandian*         | g.t.              |
| 2008 | Djokovic*           | Nadal*              | Nadal*              | Federer*            | Djokovic*   | Djokovic*           | Davydenko*          | Nadal*              | Nadal*              | Djokovic*           | Nadal*              | Murray*             | Murray*             | Tsonga*             | Nadal*            |
| 2009 | Nadal*              | Federer*            | Federer*            | del Potro*          | Davydenko*  | Nadal*              | Murray*             | Nadal*              | Federer*            | Nadal*              | Murray*             | Federer*            | Davydenko*          | Djokovic*           | g.t.              |
|      |                     |                     |                     |                     |             |                     |                     |                     |                     |                     |                     |                     |                     |                     |                   |
| 2010 | Federer*            | Nadal*              | Nadal*              | Nadal*              | Federer*    | Ljubicic*           | Roddick*            | Nadal*              | Nadal*              | Nadal*              | Murray*             | Federer*            | Murray*             | Söderling*          | g.t.              |
| 2011 | Djokovic*           | Nadal*              | Djokovic*           | Djokovic*           | Federer*    | Djokovic*           | Djokovic*           | Nadal*              | Djokovic*           | Djokovic*           | Djokovic*           | Murray*             | Murray*             | Federer*            | g.t.              |
| 2012 | Djokovic*           | Nadal*              | Federer*            | Murray*             | Djokovic*   | Federer*            | Djokovic*           | Nadal*              | Federer*            | Nadal*              | Djokovic*           | Federer*            | Djokovic*           | Ferrer*             | Murray*           |
| 2013 | Djokovic*           | Nadal*              | Murray*             | Nadal*              | Djokovic*   | Nadal*              | Murray*             | Djokovic*           | Nadal*              | Nadal*              | Nadal*              | Nadal*              | Djokovic*           | Djokovic*           | g.t.              |
| 2014 | Wawrinka*           | Nadal*              | Djokovic*           | Čilić*              | Djokovic*   | Djokovic*           | Djokovic*           | Wawrinka*           | Nadal*              | Djokovic*           | Tsonga*             | Federer*            | Federer*            | Djokovic*           | g.t.              |
| 2015 | Djokovic*           | Wawrinka*           | Djokovic*           | Djokovic*           | Djokovic*   | Djokovic*           | Djokovic*           | Djokovic*           | Murray*             | Djokovic*           | Murray*             | Federer*            | Djokovic*           | Djokovic*           | g.t.              |
| 2016 | Djokovic*           | Djokovic*           | Murray*             | Wawrinka*           | Murray*     | Djokovic*           | Djokovic*           | Nadal*              | Djokovic*           | Murray*             | Djokovic*           | Čilić*              | Murray*             | Murray*             | Murray*           |
| 2017 | Federer*            | Nadal*              | Federer*            | Nadal*              | Dimitrov*   | Federer*            | Federer*            | Nadal*              | Nadal*              | Zverev*             | Zverev*             | Dimitrov*           | Federer*            | Sock*               | g.t.              |
| 2018 | Federer*            | Nadal*              | Djokovic*           | Djokovic*           | Zverev*     | del Potro*          | Isner*              | Nadal*              | Zverev*             | Nadal*              | Nadal*              | Djokovic*           | Djokovic*           | Chatsjanov*         | g.t.              |
| 2019 | Djokovic*           | Nadal*              | Djokovic*           | Nadal*              | Tsitsipás*  | Thiem*              | Federer*            | Fognini*            | Djokovic*           | Nadal*              | Nadal*              | Medvedev*           | Medvedev*           | Djokovic*           | g.t.              |
|      |                     |                     |                     |                     |             |                     |                     |                     |                     |                     |                     |                     |                     |                     |                   |
| 2020 | Djokovic*           | Nadal*              | Afgelast            | Thiem*              | Medvedev*   | Afgelast            | Afgelast            | Afgelast            | Afgelast            | Djokovic*           | Afgelast            | Djokovic*           | Afgelast            | Medvedev*           | Uitgesteld        |
| 2021 | Djokovic*           | Djokovic*           | Djokovic*           | Medvedev*           | Zverev*     | Norrie*             | Hurkacz*            | Tsitsipás*          | Zverev*             | Nadal*              | Medvedev*           | Zverev*             | Afgelast            | Djokovic*           | Zverev*           |
| 2022 | Nadal*              | Nadal*              | Djokovic*           | Alcaraz*            | Djokovic*   | Fritz*              | Alcaraz*            | Tsitsipás*          | Alcaraz*            | Djokovic*           | Carreño*            | Ćorić*              | Afgelast            | Rune*               | g.t.              |
| 2023 | Djokovic*           | Djokovic*           | Alcaraz*            | Djokovic*           | Djokovic*   | Alcaraz*            | Medvedev*           | Roebljov*           | Alcaraz*            | Medvedev*           | Sinner*             | Djokovic*           | Hurkacz*            | Djokovic*           | g.t.              |
| 2024 | Sinner*             | Alcaraz*            | Alcaraz*            | Sinner*             | Sinner*     | Alcaraz*            | Sinner*             | Tsitsipás*          | Rublev*             | Zverev*             | Popyrin*            | Sinner*             | Sinner*             | Zverev*             | Djokovic*         |
| Jaar | AO                  | RG                  | Wim                 | US                  | Masters Cup | IW                  | MI                  | MC                  | MA/HA               | RO                  | CA                  | CI                  | SH/MA               | PA                  | OS                |
| Jaar | Grandslamtoernooien | Grandslamtoernooien | Grandslamtoernooien | Grandslamtoernooien | ATP Finals  | Masters 1000 Series | Masters 1000 Series | Masters 1000 Series | Masters 1000 Series | Masters 1000 Series | Masters 1000 Series | Masters 1000 Series | Masters 1000 Series | Masters 1000 Series | Olympische Spelen |

- IW = Indian Wells, MI = Miami, MC = Monte Carlo, MA/HA = Madrid/Hamburg, RO = Rome, CA = Canada, CI = Cincinnati, SH/MA = Shanghai/Madrid (Stockholm, Essen, Stuttgart), PA = Parijs, OG = Olympisch goud
- Het 4e Masters Series toernooi (ondergrond gravel) werd tot 2008 gespeeld in Hamburg. Vanaf 2009 is dit toernooi verplaatst naar Madrid. Het 8e Master Series toernooi heeft een turbulente geschiedenis. Van 1990 tot 1994 vond het toernooi plaats in Stockholm, in 1995 in Essen, van 1996 tot 2001 in Stuttgart, van 2002 tot 2008 in Madrid en vanaf 2009 in Shanghai.

De "Masters Series" zijn weergegeven in chronologische volgorde, alleen het toernooi van Cincinnati en Canada waren met elkaar verwisseld in 1996 en het toernooi van Rome en Madrid/Hamburg werden van 2000 tot 2010 in omgekeerde volgorde georganiseerd.

## Spelers met de meeste gewonnen grote toernooien sinds het "Open tijdperk"
- Enkel spelers met 5+ titels zijn opgenomen in onderstaande tabel.

Spelers die vet zijn weergegeven, zijn nog actief

| Rang | Speler              | Grand Slam | ATP Finals | Masters 1000 | Olympisch | Totaal titels |
| ---- | ------------------- | ---------- | ---------- | ------------ | --------- | ------------- |
| 1.   | Novak Djokovic      | 24         | 7          | 40           | 1         | 72            |
| 2.   | Rafael Nadal        | 22         | –          | 36           | 1         | 59            |
| 3.   | Roger Federer       | 20         | 6          | 28           | –         | 54            |
| 4.   | Pete Sampras        | 14         | 5          | 11           | –         | 30            |
| 5.   | Andre Agassi        | 8          | 1          | 17           | 1         | 27            |
| 6.   | Andy Murray         | 3          | 1          | 14           | 2         | 20            |
| 7.   | Björn Borg          | 11         | 3          | –            | –         | 14            |
| 7.   | Boris Becker        | 6          | 3          | 5            | –         | 14            |
| 9.   | Ivan Lendl          | 8          | 5          | –            | –         | 13            |
| 10.  | Stefan Edberg       | 6          | 1          | 4            | –         | 11            |
| 11.  | John McEnroe        | 7          | 3          | –            | –         | 10            |
| 12.  | Jimmy Connors       | 8          | 1          | –            | –         | 9             |
| 12.  | Carlos Alcaraz      | 4          | –          | 5            | –         | 9             |
| 12.  | Jim Courier         | 4          | –          | 5            | –         | 9             |
| 12.  | Thomas Muster       | 1          | –          | 8            | –         | 9             |
| 12.  | Gustavo Kuerten     | 3          | 1          | 5            | –         | 9             |
| 12.  | Alexander Zverev    | –          | 2          | 6            | 1         | 9             |
| 18.  | Daniil Medvedev     | 1          | 1          | 6            | –         | 8             |
| 18.  | Michael Chang       | 1          | –          | 7            | –         | 8             |
| 20.  | Jannik Sinner       | 2          | 1          | 4            | –         | 7             |
| 20.  | Marat Safin         | 2          | –          | 5            | –         | 7             |
| 22.  | Lleyton Hewitt      | 2          | 2          | 2            | –         | 6             |
| 22.  | Andy Roddick        | 1          | –          | 5            | –         | 6             |
| 24.  | Guillermo Vilas     | 4          | 1          | –            | –         | 5             |
| 24.  | Ilie Năstase        | 2          | 3          | –            | –         | 5             |
| 24.  | Juan Carlos Ferrero | 1          | –          | 4            | –         | 5             |
| 24.  | Marcelo Ríos        | –          | –          | 5            | –         | 5             |

Bijgewerkt t/m ATP Finals 2024'"

## Statistieken
Spelers die vet zijn weergegeven, zijn nog actief
|    | Titels grote toernooien |
| -- | ----------------------- |
| 72 | Novak Djokovic          |
| 59 | Rafael Nadal            |
| 54 | Roger Federer           |
| 30 | Pete Sampras            |
| 27 | Andre Agassi            |

|     | Finales grote toernooien |
| --- | ------------------------ |
| 105 | Novak Djokovic           |
| 92  | Roger Federer            |
| 86  | Rafael Nadal             |
| 46  | Pete Sampras             |
| 43  | Andre Agassi             |

|    | Titels grote toernooien in één seizoen | Jaar |
| -- | -------------------------------------- | ---- |
| 10 | Novak Djokovic                         | 2015 |
| 8  | Roger Federer                          | 2006 |
| 8  | Novak Djokovic (2)                     | 2011 |
| 7  | Roger Federer (2)                      | 2004 |
| 7  | Rafael Nadal                           | 2013 |

|    | Finales grote toernooien in één seizoen | Jaar |
| -- | --------------------------------------- | ---- |
| 13 | Novak Djokovic                          | 2015 |
| 11 | Roger Federer                           | 2006 |
| 10 | Roger Federer (2)                       | 2007 |
| 10 | Novak Djokovic (2)                      | 2012 |
| 10 | Andy Murray                             | 2016 |

Overige actieve spelers
|   | Titels grote toernooien |
| - | ----------------------- |
| 9 | Carlos Alcaraz          |
| 9 | Alexander Zverev        |
| 8 | Daniil Medvedev         |
| 7 | Jannik Sinner           |
| 4 | Stan Wawrinka           |

|    | Finales grote toernooien |
| -- | ------------------------ |
| 16 | Alexander Zverev         |
| 16 | Daniil Medvedev          |
| 11 | Carlos Alcaraz           |
| 10 | Jannik Sinner            |
| 9  | Stéfanos Tsitsipás       |

Bijgewerkt t/m ATP Finals 2024